# Corps de ballet
Corps de ballet [ˈkɔːr də baˈlɛ] to zespół tancerzy i tancerek, z wyjątkiem solistów i koryfejów danego teatru (opery, baletu).